# 28942 Yennydieguez
28942 Yennydieguez este un asteroid din centura principală de asteroizi.

## Descriere
28942 Yennydieguez este un asteroid din centura principală de asteroizi. A fost descoperit pe 24 octombrie 2000 la Socorro, New Mexico, în cadrul proiectului LINEAR. Asteroidul prezintă o orbită caracterizată de o semiaxă mare de 3,09 ua, o excentricitate de 0,13 și o înclinație de 1,4° în raport cu ecliptica.